# Leonard Wübbena

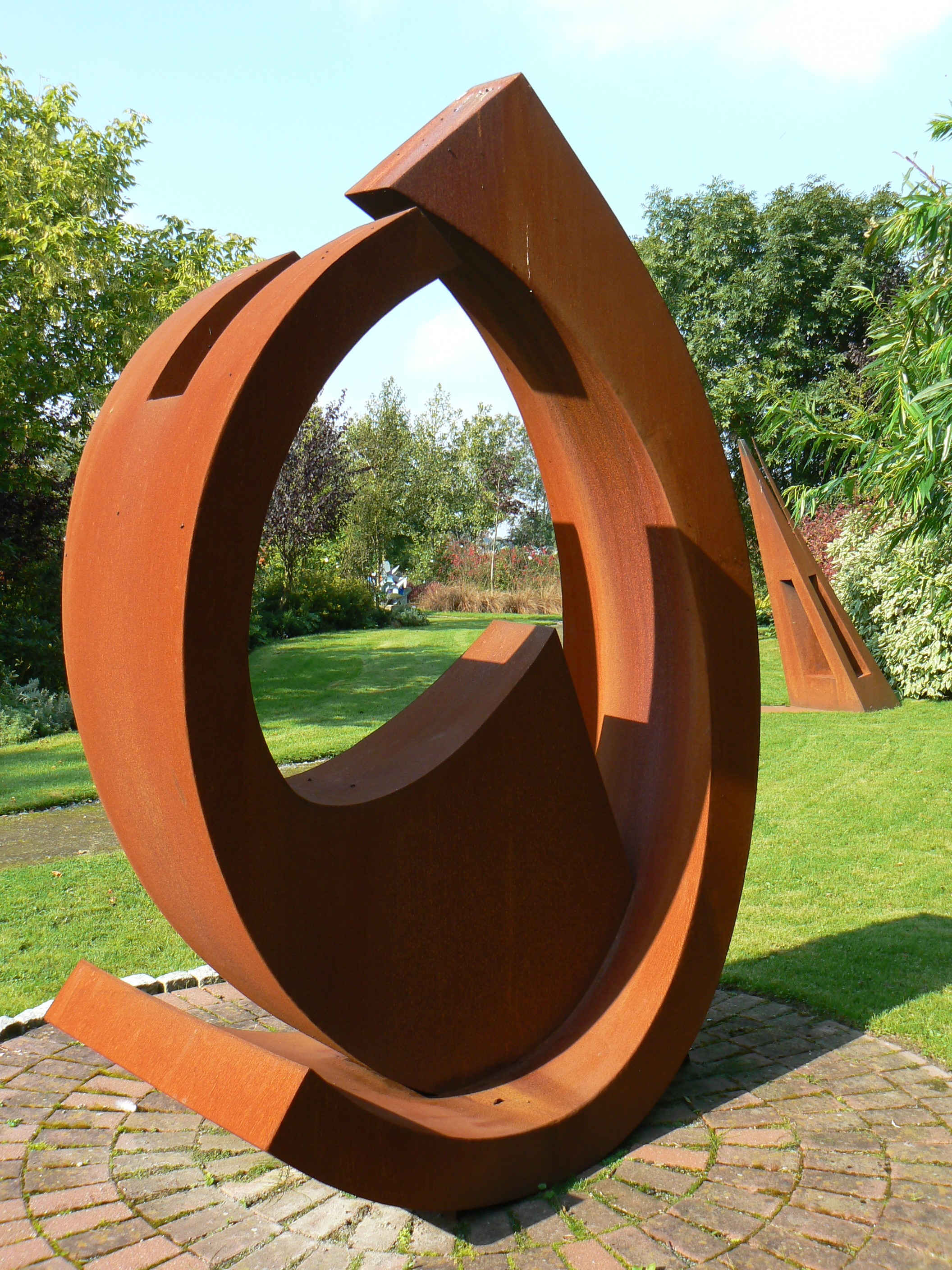
"Scarlatti" (2006), Sammlung Wübbena

Leonard Wübbena (Funnix, 16 maart 1946) is een Duitse graficus en beeldhouwer.

## Leven en werk
Na een opleiding als typograaf in de zestiger jaren bezocht Wübbena de faculteit vormgeving van de Fachhochschule Aachen in Aken en van 1971 tot 1972 een aanvullende lerarenopleiding in Dreibergen. Na deze studie werkte hij gedurende enkele jaren als graficus. Sind 1972 was hij werkzaam als docent vormgeving respectievelijk kunstdruktechnieken.
In de tachtiger jaren begon hij een loopbaan als beeldhouwer. Zijn materiaal was aanvankelijk, hiertoe geïnspireerd door zijn voorbeelden Julio González, Pablo Picasso en Anthony Caro, metaal van de schroothoop (objets trouvé). Met name David Smith, wiens tentoonstelling in het Centre Georges Pompidou in Parijs hij in 1986 bezocht, was voor hem van grote betekenis. Sinds 1985 is hij vooral een staalbeeldhouwer, waarbij hij gebruikmaakt van industrieel vervaardigde cilinders, buizen, afsluiters, halve bollen, bochtstukken en andere halfproducten van het metaalbedrijf om zijn abstracte kunstwerken te creëren.
Zijn werk omvat zowel grote sculpturen, vooral vervaardigd van cortenstaal, voor de openbare ruimte als kleine plastieken van ijzer, staal, rvs en brons. In Nederland stelde Wübbena zijn werken tentoon in Gees, Borne en Tijnje.
Wübbena leeft en werkt in zijn ouderlijk huis in Funnix.

## Symposia
Wübbena had de leiding bij het derde Ostfriesischen Bildhauersymposiums in 1990 (deelnemers onder anderen Klaus Duschat, Wolfram Schneider, Cornelia Weihe en David Lee Thompson) ,evenals bij het tweede Wittmunder Bildhauer-Symposium in 1994, waaraan de beeldhouwers Bernhard Luginbühl, Klaus Duschat, Wilfried Hagebölling, Werner Pokorny, Barbara Steinmeyer en David Lee Thompson deelnamen. Hij nam ook deel aan beeldhouwersymposia in Bremen (1994, Westend-Metall-Symposion), Berlijn (1997, ODIOUS-Stahlsymposion), Damme (2004, Bildhauerwoche Damme) en Halle (Saale) (2006, Internationales Stahlsymposium im Schlosspark Dieskau).

## Kunst in de openbare ruimte (selectie)
De werken van Wübbena bevinden zich in de openbare ruimte van vele steden in Duitsland en in particuliere collecties in Nederland en Duitsland:
- beeldenroute Kunstmeile der Stadt Wittmund, Wittmund: "Miss Lucy Pink" (1990), "Harle Tor" (1994), "Quantensprung" (1997)
- collectie Kunsthalle Wilhelmshaven: Seemannsgarn (1990)
- beeldenroute Skulpturenpfad Herten, Herten: "Aufbruch" (2000)
- beeldenroute Skulpturenpfad Damme, Damme: "Dammer Tor" (2004)
- Stadtpark Cloppenburg
- Stadscollecties van Aurich, Bielefeld, Bochum, Bottrop, Esens, Jever, Lingen, Nordenham, Oldenburg en Zetel.

## Fotogalerij

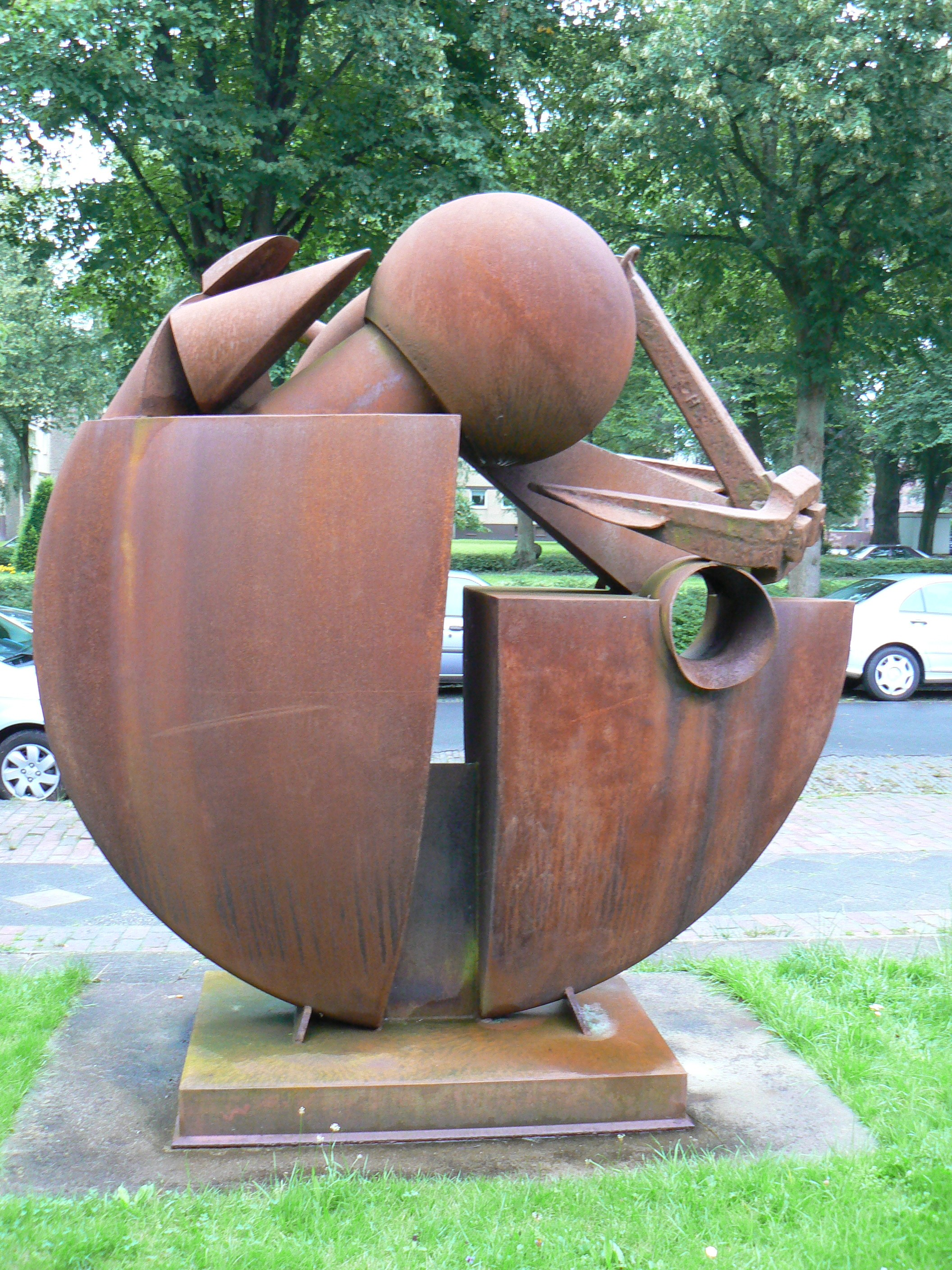
Seemannsgarn (1990), Kunsthalle Wilhelmshaven
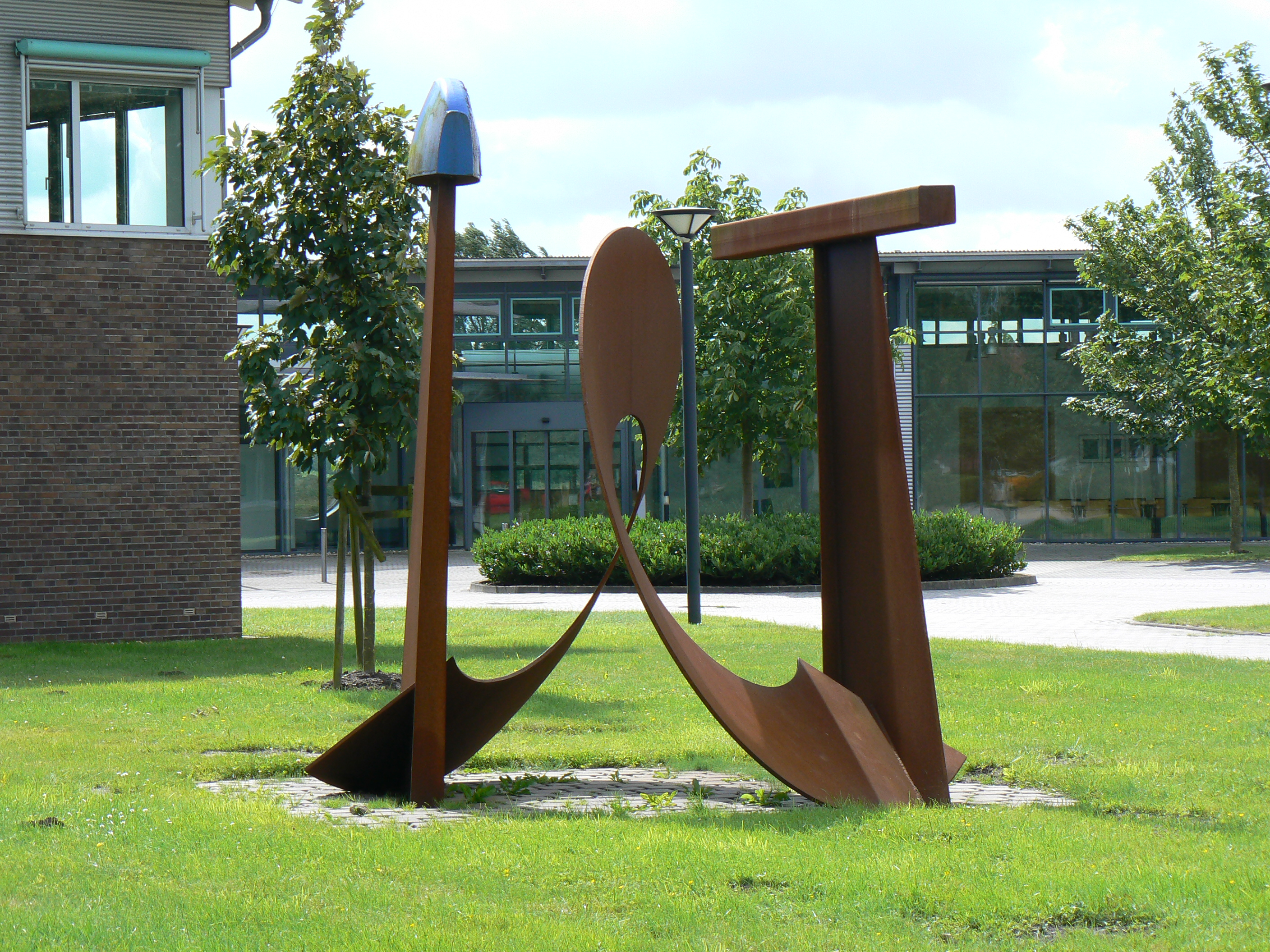
Harle Tor (1994), Wittmund
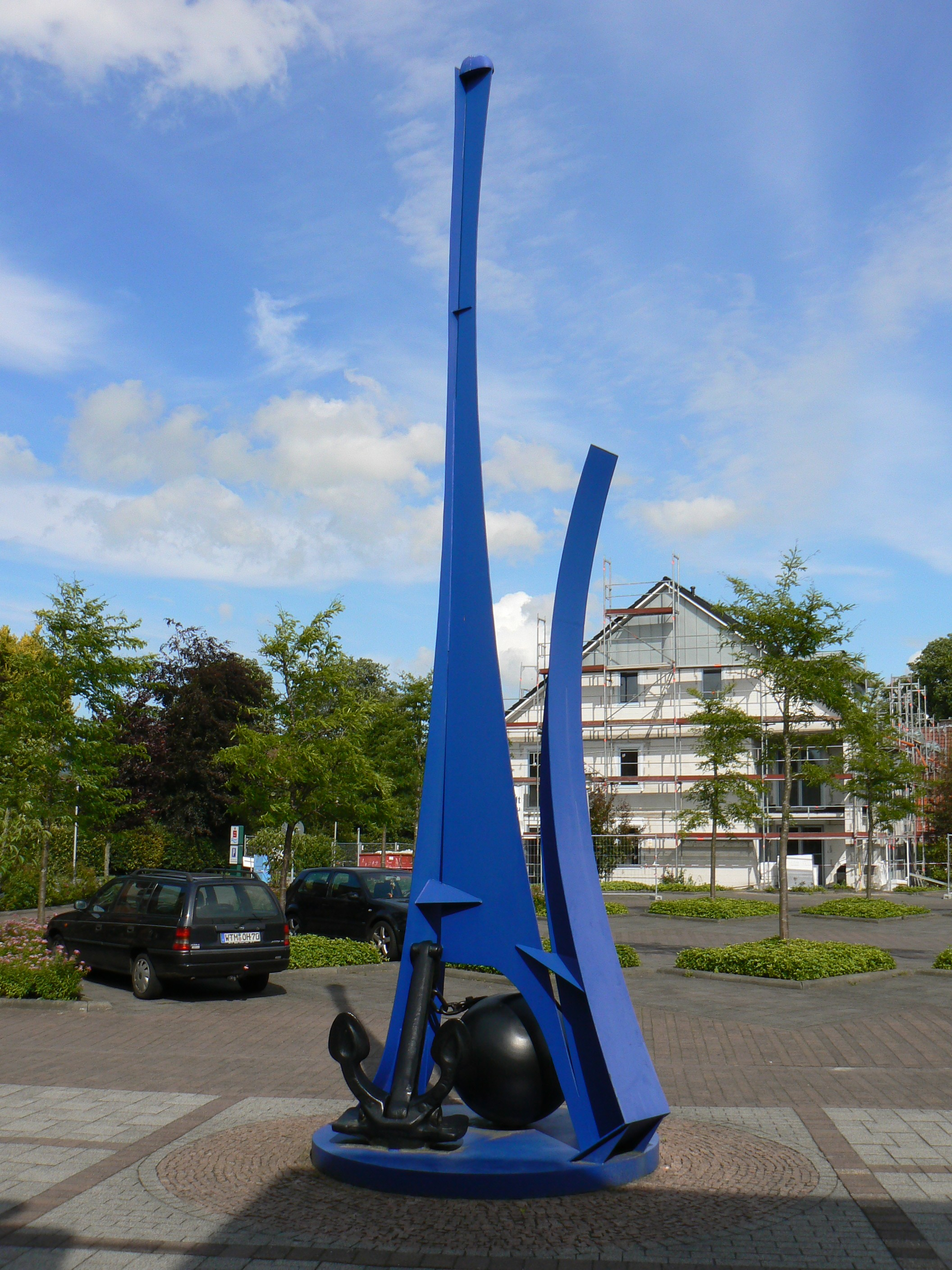
Falster (1995), Esens
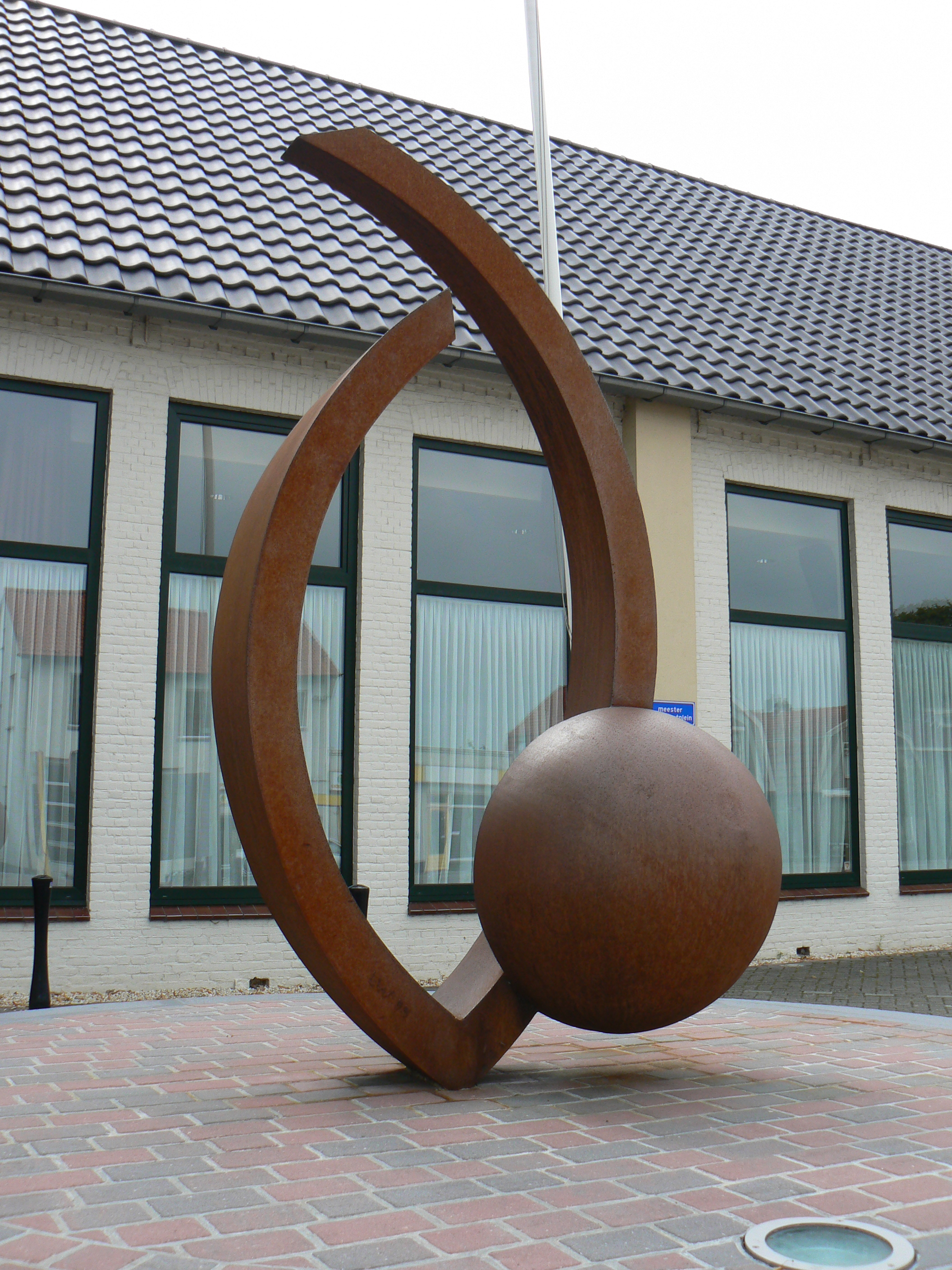
Keimling (1999), Kloosterhaar (Gemeente Hardenberg)
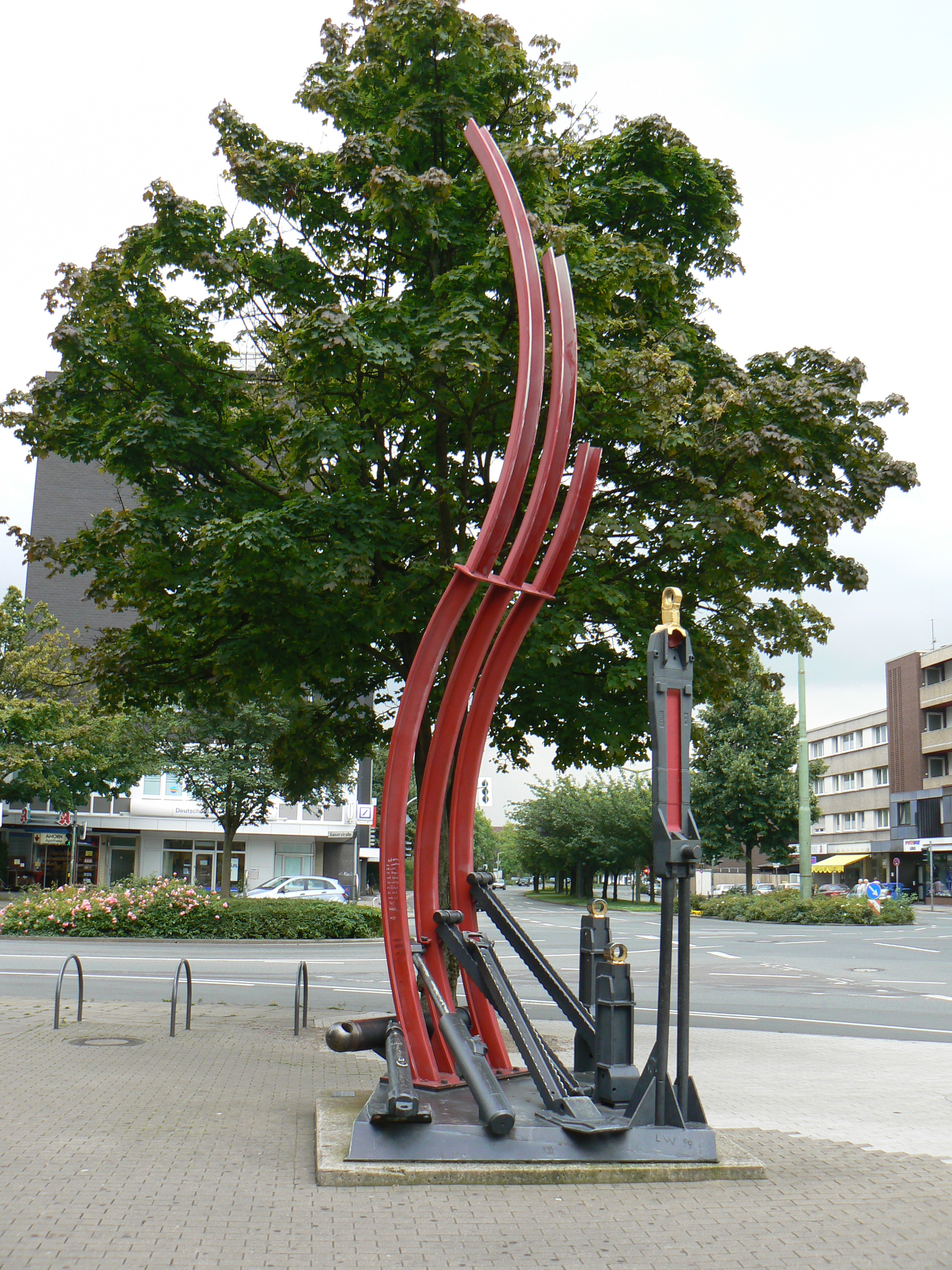
Aufbruch (2000), Herten
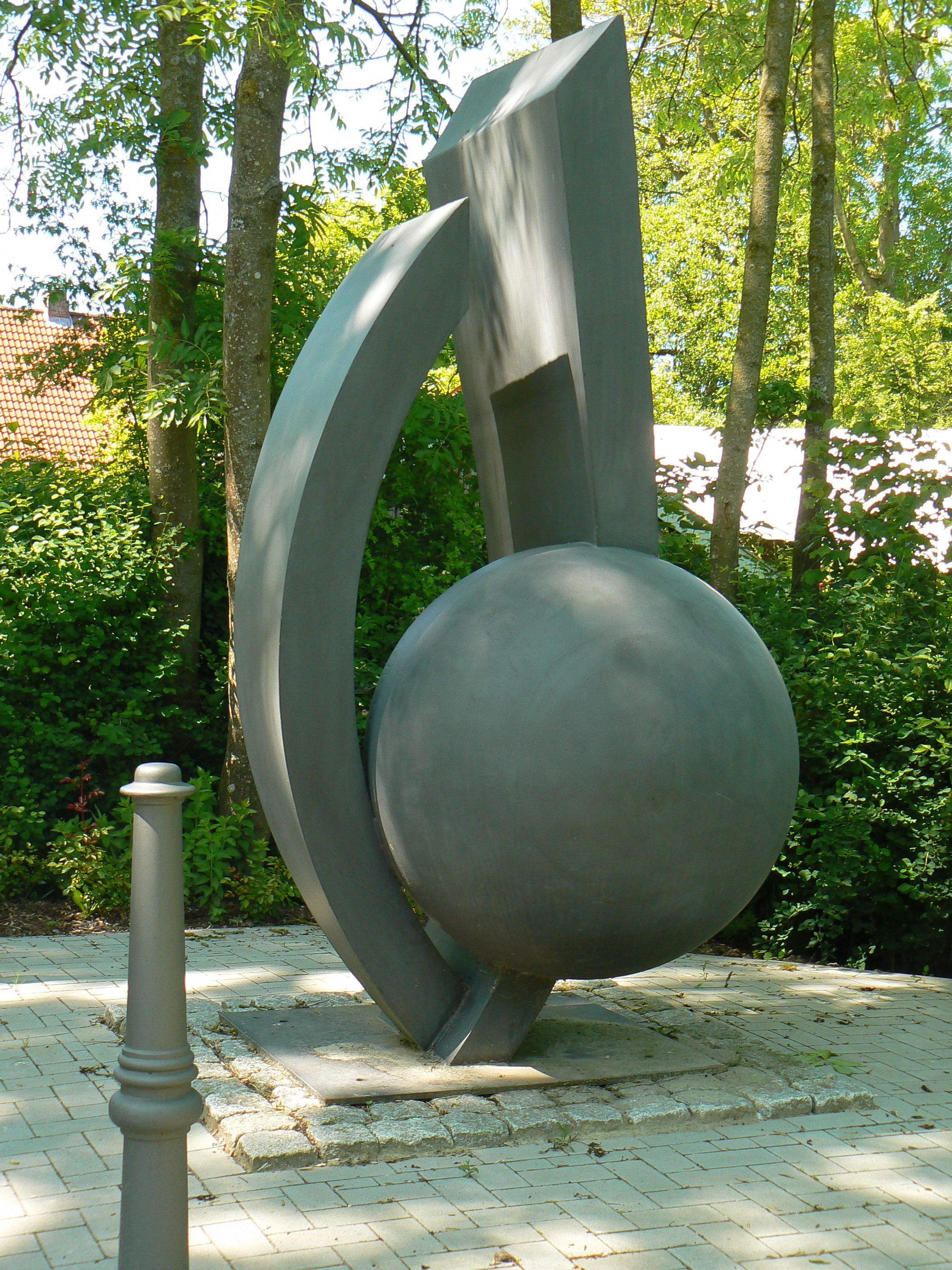
Keimling III (2001), Funnix
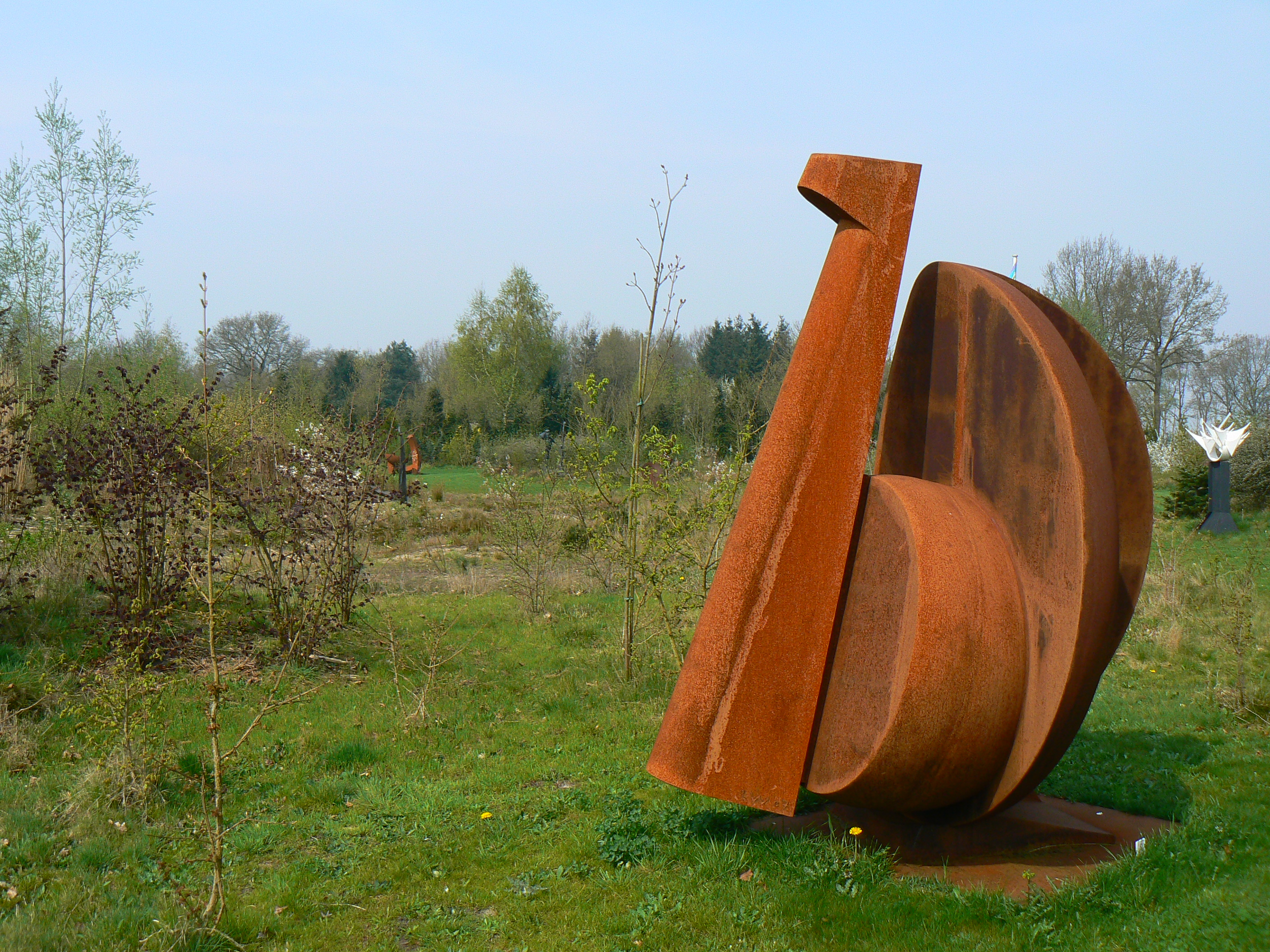
Ferrucio (2008), part. coll. Nederland